# Appakudal
Appakudal é uma panchayat (vila) no distrito de Erode , no estado indiano de Tamil Nadu.

## Demografia
Segundo o censo de 2001,  Appakudal  tinha uma população de 9516 habitantes. Os indivíduos do sexo masculino constituem 51% da população e os do sexo feminino 49%. Appakudal tem uma taxa de literacia de 59%, inferior à média nacional de 59.5%; com 59% para o sexo masculino e 41% para o sexo feminino. 10% da população está abaixo dos 6 anos de idade.